# Nattliga toner
Nattliga toner är en svensk dramafilm från 1918 i regi av Georg af Klercker. 

## Om filmen
Filmen premiärvisades 28 januari 1918 på Nytorgsteatern i Stockholm. Filmen spelades in vid Hasselbladateljén i Otterhällan Göteborg av Gustav A. Gustafson. Filmen baserades på en dansk filmidé.
Filmen restaurerades av Svenska Filminstitutet på bekostnad av Ingmar Bergman som 1992 postumt tilldelade Klercker Ingmar Bergman-priset i syfte att återföra Nattliga toner till sitt ursprungliga skick. Nyrestaureringen premiärvisades som en del av uruppförandet av Bergmans nyskrivna enaktspjäs Sista skriket på Bio Victor den 4 februari 1993.

## Rollista
- Manne Göthson – baron Robert von Meislingen
- Gabriel Alw – Peter Långhår
- Justus Hagman – gamle Jens
- Tekla Sjöblom – änkefru Lund
- Agda Helin – Rosa Lund, hennes dotter
- Johnny Björkman – Emil Ström, Rosas fästman, bokhållare
- Hugo Björne – teaterchefen
- Frans Oscar Öberg – baronens betjänt
- Sture Baude – skådespelare
- John Botvid – en granne till Peter Långhår
- Helge Kihlberg – entusiastisk teaterbesökare
- Carl "Texas" Johannesson – gäst på baron von Meislingens middag